# Florula Bogosensis
Florula Bogosensis (abreviado Fl. Bogos.) es un libro con ilustraciones y descripciones botánicas que fue escrito por el botánico, briólogo, y micólogo italiano Ugolino Martelli (botánico) y publicado en el año 1886 con el nombre de Florula Bogosensis: Enumerazione delle Piante dei Bogos...Raccolte dal Dott. O. Beccari....